# Lina Kostenko
Lina Wasyliwna Kostenko (ukr. Лі́на Васи́лівна Косте́нко, ur. 19 marca 1930 w Rzyszczowie na Kijowszczyźnie) – ukraińska poetka i tłumaczka, dysydentka, główna przedstawicielka grupy szistdesiatnyków (poetów lat 60.) w kulturze ukraińskiej.

## Życiorys
Była jedną z najbardziej widocznych postaci spośród plejady młodych ukraińskich poetów, którzy rozpoczęli działalność literacką na przełomie lat 50. i 60. XX wieku. Twórczość szistdesiatnykiw wniosła w ukraińską literaturę nowe prądy, poeci zaczęli tworzyć prace nietypowe, awangardowe, ale zawsze maksymalnie krytycznie nastawione do ówczesnego ustroju.
Pierwsze tomiki wierszy Liny Kostenko Prominnia zemli (1957) oraz Witryła (1958) cieszyły się zainteresowaniem zarówno czytelników, jak i krytyki, a tomik Mandriwky sercia (1961) nie tylko utwierdził sukces młodej poetki, ale również zaświadczył o jej dojrzałości twórczej, stawiając jej nazwisko w gronie największych osobistości poezji ukraińskiej.
Na początku lat 60. brała udział w wieczorach literackich kijowskiego Klubu Młodzieży Twórczej. Począwszy od 1961 roku poddawana była krytyce ze względu na apolityczność, zrezygnowano wówczas także z produkcji filmu Dorohoju witriw według napisanego przez nią scenariusza.
8 kwietnia 1963 roku w trakcie narady ideologicznej sekretarz KC KPU do spraw ideologii A. Skaba ogłosił, iż formalistyczne wygibasy słowne niechybnie doprowadzają do wykrzywienia i zaciemnienia treści ideowo-artystycznej utworu. O takim obrocie spraw świadczą niektóre utwory młodych poetów M. Winhranowskiego, I. Dracza, L. Kostenko. Wypowiedź ta była preludium do pogromu pokolenia szistdesiatnykiw.
W 1963 roku wycofano z druku tom wierszy poetki Zorianyj intehrał, natomiast nakład książki Kniaża hora został zniszczony przez cenzurę.
W owych latach wiersze L. Kostenko publikowały czasopisma w Czechosłowacji i w Polsce, a jedynie z rzadka na Ukrainie. Jej utwory ukazywały się częściej w drugim obiegu.
W 1965 roku L. Kostenko była sygnatariuszką listu protestacyjnego przeciwko aresztowaniom członków ukraińskiej inteligencji. Obserwowała toczący się we Lwowie proces sądowy M. Osadczego i M. Zwaryczewskiego. W czasie rozprawy nad braćmi Horyń obsypała podsądnych kwiatami. Wspólnie z I. Draczem zwróciła się do redakcji czasopisma „Żowteń” (obecnie „Dzwin”) oraz do pisarzy lwowskich z propozycją wystąpienia w obronie aresztowanych. Pisarze nie odważyli się na protest, ale skierowali do sądu wniosek o zwolnienie za poręczeniem majątkowym Mychajłę Horynia. Działania te nie wpłynęły na przebieg rozprawy, miały jednakowoż ogromne znaczenie moralne.
W maju 1966 roku, gdy w Związku Radzieckich Pisarzy Ukrainy piętnowano „nacjonalistycznych odszczepieńców”, część młodzieży urządziła owację na cześć L. Kostenko, która stanęła w obronie I. Switłycznego, O. Załywachy, M. Kosiwa i B. Horynia.
W 1968 r. sporządziła listy w obronie Wiaczesława Czornowoła, reagując w ten sposób na oszczerstwa rzucane na niego na łamach gazety Literaturna Ukraina. Po tym wydarzeniu nazwisko Liny Kostenko nie pojawiało się przez długie lata w ukraińskiej prasie radzieckiej, a sama autorka utwory swe pisała jedynie do szuflady.
W 1973 roku trafiła na czarną listę sporządzoną przez sekretarza KC KPU do spraw ideologii W. Małanczuka. Dopiero w 1977 roku, już po odejściu Małanczuka, ukazał się tomik wierszy Nad berehamy wicznoji riky, a w 1979 roku, na mocy specjalnej uchwały prezydium Związku Pisarzy Ukrainy, do obiegu trafił poemat historyczny wierszem Marusia Czuraj, która czekała na publikację aż sześć lat. Za poemat ten poetka otrzymała w 1987 roku Państwową Nagrodę im. Tarasa Szewczenki. Oprócz tego Lina Kostenko jest autorką takich tomików poezji, jak Nepowtornist' (1980), Sad netanuczych skulptur (1987) oraz tomiku wierszy dla dzieci Buzynowyj car (1987).
W 2010 roku ukazała się powieść Liny Kostenko Zapysky ukrajinśkoho samaszedszoho. Powieść wzbudziła ogromne zainteresowanie, a wydrukowany nakład okazał się niewystarczający.
W 2011 roku pisarka odbyła objazdową prezentację swojej nowej powieści. Spotkania odbyły się w Kijowie, Równym i Charkowie. Na każdym z nich obecne były tłumy, z braku miejsc nie wszyscy chętni mogli spotkać się z poetką. W lutym 2011 roku ukazał się tom wierszy Riczka Heraklita, w którym obok wcześniej publikowanych utworów znalazło się również 50 nowych wierszy.

## Przekłady
Utwory Kostenko były tłumaczone na wiele języków, w tym: angielski, białoruski, estoński, włoski, portugalski, niemiecki, słowacki, francuski i polski. Jej wiersze na język polski tłumaczyli m.in. Florian Nieuważny oraz Leszek Engelking.
Sama poetka jest autorką przekładów poezji czeskiej i polskiej, tłumaczyła m.in. wiersze Marii Pawlikowskiej-Jasnorzewskiej.

## Życie prywatne
Była żoną polskiego pisarza Jerzego Jana Pachlowskiego. Przyszli małżonkowie uczyli się na jednym roku w Instytucie Literackim im. M. Gorkiego w Moskwie.
Drugim mężem poetki był Wasyl Cwirkunow, w latach 60. XX w. pełniący funkcję dyrektora Wytwórni Filmowej im. Ołeksandra Dowżenki.
Z tych dwóch związków poetka ma dwoje dzieci – Oksanę Pachlowską (ur. 1956) oraz Wasyla Cwirkunowa juniora (ur. 1969).

## Nagrody i odznaczenia
- Profesor honorowy Uniwersytetu Narodowego „Akademia Kijowsko-Mohylańska”
- Doktor honoris causa Uniwersytetu Lwowskiego im. Iwana Franki
- Doktor honoris causa Uniwersytetu im. I. Fedkowycza w Czerniowcach
- Państwowa Nagroda im. Tarasa Szewczenki za rok 1987 (przyznana za powieść Marysia Czuraj oraz tomik Nepowtornist')
- Nagroda Fundacji Antonowiczów 1989
- Nagroda Petrarki przyznane za włoską edycję tomiku Inkrustaciji (1994)
- Międzynarodowa Nagroda Literacko-Artystyczna im. O. Telihy (2000)
- Order Honorowy Prezydenta Ukrainy (1992)
- Order Księcia Jarosława Mądrego V klasy (marzec 2000)
- Bohater Ukrainy – odmowa przyjęcia odznaczenia